# Vöhringen (Iller)

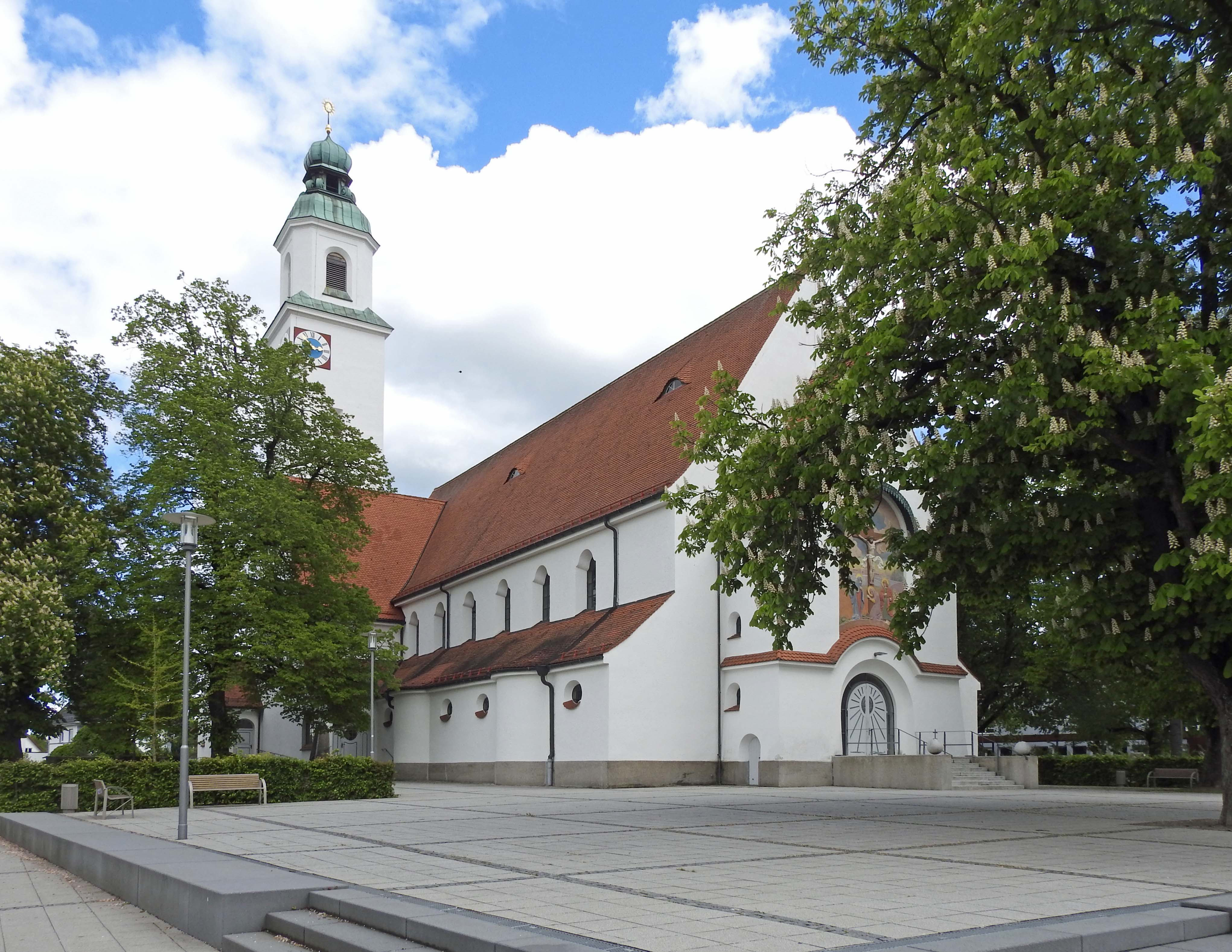
Pfarrkirche St. Michael in Vöhringen

Vöhringen ist eine Stadt im schwäbischen Landkreis Neu-Ulm.

## Geografie

### Lage
Die Stadt Vöhringen liegt zirka 18 Kilometer südlich von Ulm und 40 Kilometer nördlich von Memmingen an der Iller. Sie gehört unter regionalplanerischen Gesichtspunkten der Region Donau-Iller und naturräumlich Mittelschwaben an.

### Nachbargemeinden
Vöhringen grenzt im Norden an die Stadt Senden, im Osten an die Stadt Weißenhorn, im Süden an die Gemeinde Bellenberg und im Westen an die baden-württembergische Gemeinde Illerrieden.

### Stadtgliederung
Es gibt 5 Gemeindeteile (in Klammern ist der Siedlungstyp angegeben):
- Illerberg (Pfarrdorf)
- Illerzell (Kirchdorf)
- Riedhof (Einöde)
- Thal (Dorf)
- Vöhringen (Hauptort)

## Geschichte

### Bis zum 19. Jahrhundert
Vöhringen dürfte bereits im 5./6. Jahrhundert entstanden sein, als die Alemannen von der Donau her die Flusstäler besiedelten. Die Erstnennung Vöhringens (Veringen) erfolgte viel später und zwar in einer Urkunde, ausgestellt am 6. Februar 1148 in Trier für die Benediktinerabtei St. Martin in Wiblingen. Spätestens seit dem Ende des 11. Jahrhunderts hatten die Grafen von Kirchberg den größten Teil der Ortsherrschaft inne.
In Jahren 1462 und 1471 konnte der Memminger Bürger Erhard Vöhlin d. Ä. den Gesamtbesitz an Vöhringen erwerben, der nach dessen Tod 1484 wiederum an Graf Philipp von Kirchberg verkauft wurde. Mit dem Tod Philipps von Kirchberg im Jahr 1510 starb dieses Geschlecht im Mannesstamm aus. Die Erben verkauften im Jahre 1520 zusammen mit Schloss und Herrschaft Illertissen auch Vöhringen wieder an die Familie Vöhlin. Vöhringen blieb Bestandteil dieser Herrschaft, bis sie 1757 an das Kurfürstentum Bayern verkauft wurde. Vöhringen gehörte zum Pflegamt, ab 1803/04 zum Landgericht älterer Ordnung, ab 1862 zum Bezirksamt Illertissen.
Die entscheidende Wende setzte für Vöhringen 1864 im Zeichen der Industrialisierung ein, als der Fabrikbesitzer Philipp Jakob Wieland das örtliche Mühlgut mit Fabrikgelände und der dazugehörigen Wasserkraft käuflich erwarb. Noch heute prägen die Wieland-Werke als weltweit agierendes Unternehmen das Vöhringer Ortsbild.

### Stadt
Vöhringen wurde mit seinen zu diesem Zeitpunkt bereits eingemeindeten Gemeindeteilen Illerberg/Thal und Illerzell am 9. März 1977 die Bezeichnung „Stadt“ verliehen.

### Eingemeindungen

#### Illerzell
Die früher selbständige Gemeinde Illerzell mit über 1300 Einwohnern liegt rund drei Kilometer nordwestlich von Vöhringen in der Illertalebene. Die Eingemeindung nach Vöhringen erfolgte am 1. Juli 1972.
In Illerzell ist seit 1335 das Ulmer Patriziergeschlecht Rot als Ortsherrschaft beurkundet. Fritz Rot von Zell verkaufte 1373 die Burg, den Kirchensatz und alle Zugehörungen sowie die Mühle oberhalb von Illerzell an die Grafen von Kirchberg. Seither gehörte der Ort zur Herrschaft der Grafen Kirchberg-Wullenstetten.

#### Illerberg/Thal
Illerberg mit über 1700 und Thal mit rund 600 Einwohnern liegen rund zwei Kilometer östlich von Vöhringen und sind in ihren Dorfkernen noch von der Landwirtschaft geprägt. Sie sind über Jahrzehnte zu einer Siedlungseinheit zusammengewachsen. Illerberg verfügt über einen unmittelbaren Autobahnanschluss an die A 7 Würzburg–Kempten. Die ehemals selbständigen Gemeinden Illerberg und Thal wurden am 1. Oktober 1970 zusammengeführt und am 1. Januar 1976 nach Vöhringen eingemeindet.
Illerberg gehörte spätestens ab dem Spätmittelalter fast ausschließlich zur Herrschaft der Grafen Kirchberg-Wullenstetten, einige wenige Höfe gehörten unter anderem zum Ulmer Hospital bzw. der Ulmer Münsterpfarrei, ein einziger Hof gehörte ab 1558 dem Deutschen Orden (bzw. zuletzt der Familie von Braunmühl) und ein Hof der Pfarrkirche zu Illerberg. Illerberg bildete jahrhundertelang zusammen mit Thal eine Gemeinde. Erst mit der Gemeindebildung von 1818 entstanden zwei gesonderte Gemeinden, Illerberg und Thal.

### Einwohnerentwicklung
Zwischen 1988 und 2019 wuchs die Stadt von 12.266 auf 13.630 um 1364 Einwohner bzw. um 11,1 %.

## Politik

### Stadtrat
- SPD: 6
- Grüne: 4
- FWG: 4
- CSU: 10

Der Stadtrat, dessen Zusammensetzung alle sechs Jahre durch Wahlen neu bestimmt wird, besteht aus 24 ehrenamtlichen Bürgerinnen und Bürgern. Zuletzt wurde am 15. März 2020 neu gewählt. Die Sitzverteilung ist aus dem nebenstehenden Diagramm zu ersehen sowie der untersten Zeile der folgenden Tabelle zu entnehmen, die auch die Sitzverteilung nach früheren Wahlen zeigt.

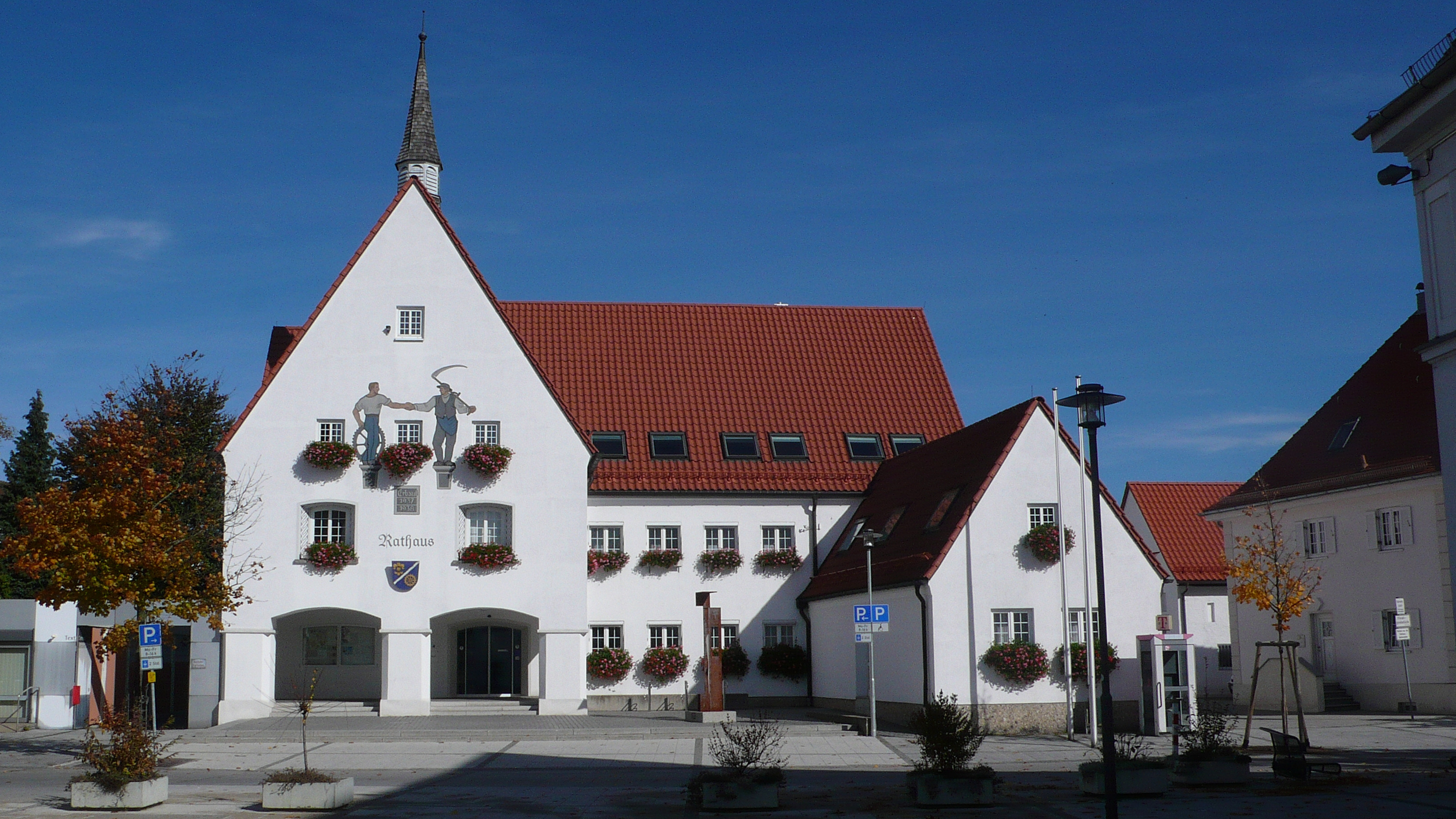
Rathaus Vöhringen (2008)

| Wahljahr | CSU | SPD | Grüne | FWG | parteilos | Gesamt   |
| 2002     | 10  | 7   | 1     | 4   | 2         | 24 Sitze |
| 2008     | 10  | 7   | 1     | 6   | 0         | 24 Sitze |
| 2014     | 10  | 8   | 0     | 6   | 0         | 24 Sitze |
| 2020     | 10  | 6   | 4     | 4   | 0         | 24 Sitze |

### Bürgermeister seit der Stadterhebung
- 1976 bis 1996: Erich Josef Geßner (CSU)
- 1996 bis 2020: Karl janson (parteilos)
- Seit 2020: Michael Neher (CSU); dieser wurde bei der Kommunalwahl 2020 ohne Mitbewerber mit 92,5 % der gültigen Stimmen gewählt. Die Wahlbeteiligung lag bei 45,1 %.

### Hoheitszeichen

Bannerflagge

| Wappen von Vöhringen | Blasonierung: „In Blau ein nach links gerichteter silberner Wellenschrägbalken; oben eine goldene heraldische Lilie, unten ein goldenes Mühlrad.“ |
| Wappen von Vöhringen | Wappenbegründung: Vöhringen erhielt 1977 die Stadtrechte und besteht aus vier Ortsteilen, die zuvor selbstständige Gemeinden waren: Vöhringen, Illerberg, Illerzell und Thal. Das ganze Gebiet war Teil der Herrschaft Wullenstetten, die seit 1507 im Besitz der Fürsten von Fugger war. Die Lilie stammt aus deren Familienwappen. Die Bogenwelle steht stellvertretend für die Iller und die ehemaligen Gemeinden Illerberg und Illerzell. Das Mühlrad symbolisiert die Industrialisierung im 19. Jahrhundert und die zahlreichen Wassermühlen entlang des Flusses. Das Stadtwappen wurde am 28. März 1977 vom Regierungspräsident Schwabens genehmigt. |

### Städtepartnerschaften
- Hettstedt in Sachsen-Anhalt, seit 1990
- Vizille in der Region Auvergne-Rhône-Alpes (Frankreich), seit 2002
- Venaria Reale in der Region Piemont (Italien), seit 2011

## Kultur, Vereine, Sehenswürdigkeiten

### Kulturzentrum Wolfgang-Eychmüller-Haus Vöhringen

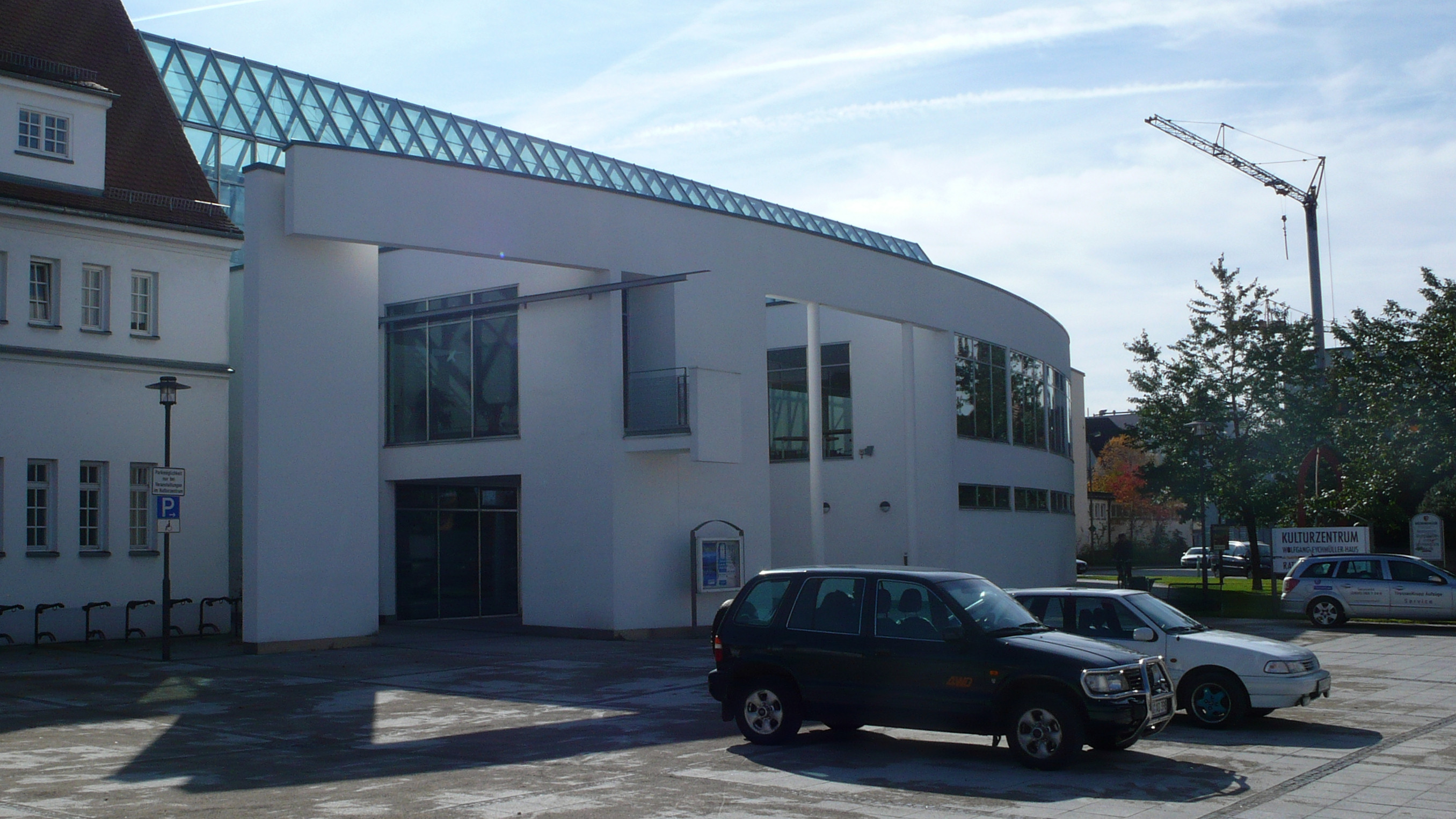
Wolfgang-Eychmüller-Haus

Das 1993 eröffnete Kulturzentrum Wolfgang-Eychmüller-Haus, benannt nach dem Ehrenbürger der Stadt Vöhringen und ehemaligen Vorstandsvorsitzenden der Wieland-Werke AG, bildet den gesellschaftlichen und kulturellen Mittelpunkt in der Stadt und im Umland. Die Räumlichkeiten werden rege und vielfältig von Vereinen, Verbänden und Kunst- und Kulturschaffenden aller Art genutzt. Der große Saal bietet mit seinen rund 600 Plätzen ein anspruchsvolles Forum für zahlreiche Veranstaltungen, wie Tagungen, Konzert- und Theateraufführungen, aber auch Hochzeiten und dergleichen.

### Sport
Der größte Verein in der Stadt ist der Sportclub Vöhringen 1893 e. V. mit ca. 3000 Mitgliedern (Stand 31. Dezember 2020), verteilt auf 19 Abteilungen.
Der Sportverein Illerzell 1929 e. V. ist mit 350 Mitgliedern der größte Verein dieses Stadtteils.
Der Spiel- und Sportverein Illerberg/Thal 1948 e. V. besteht unter anderem aus den Abteilungen Fußball, Gymnastik, Ski, Tennis und Kegeln. „Alle Neune Thal“, die Sportkegelabteilung des SSV, ist der mitgliederstärkste Kegelclub der Region.

## Wirtschaft und Infrastruktur

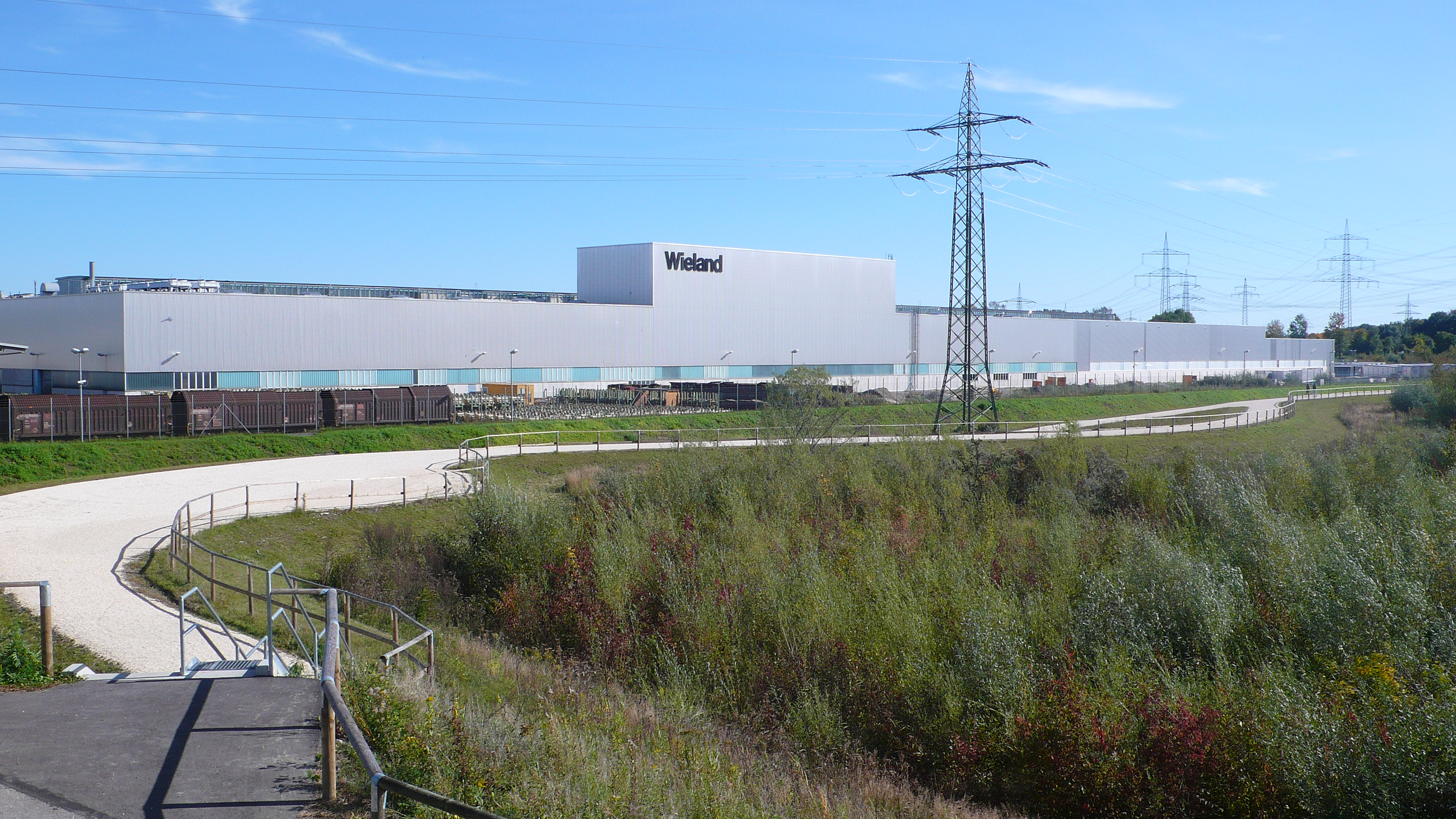
Wieland Werke Vöhringen (2008)

### Verkehr
Vöhringen verfügt über einen Anschluss an die A 7 Ulm-Memmingen. Die Staatsstraße St 2031 wird mittlerweile als Umgehungsstraße an der Stadt vorbeigeführt.
Der Bahnhof Vöhringen liegt an der Illertalbahn, an dem stündlich Züge der Regio S-Bahn Ulm–Memmingen halten.
Vöhringen liegt am Iller-Radweg, einer Fernverbindung für Radfahrer entlang des Flusses von Ulm bis Oberstdorf.

### Energie
Südlich der Stadt befindet sich ein bedeutendes 380-kV-/220-kV-/110-kV-Umspannwerk. Zu dieser Anlage gehört auch ein 96 Meter hoher, als Stahlbetonkonstruktion ausgeführter Richtfunkturm.

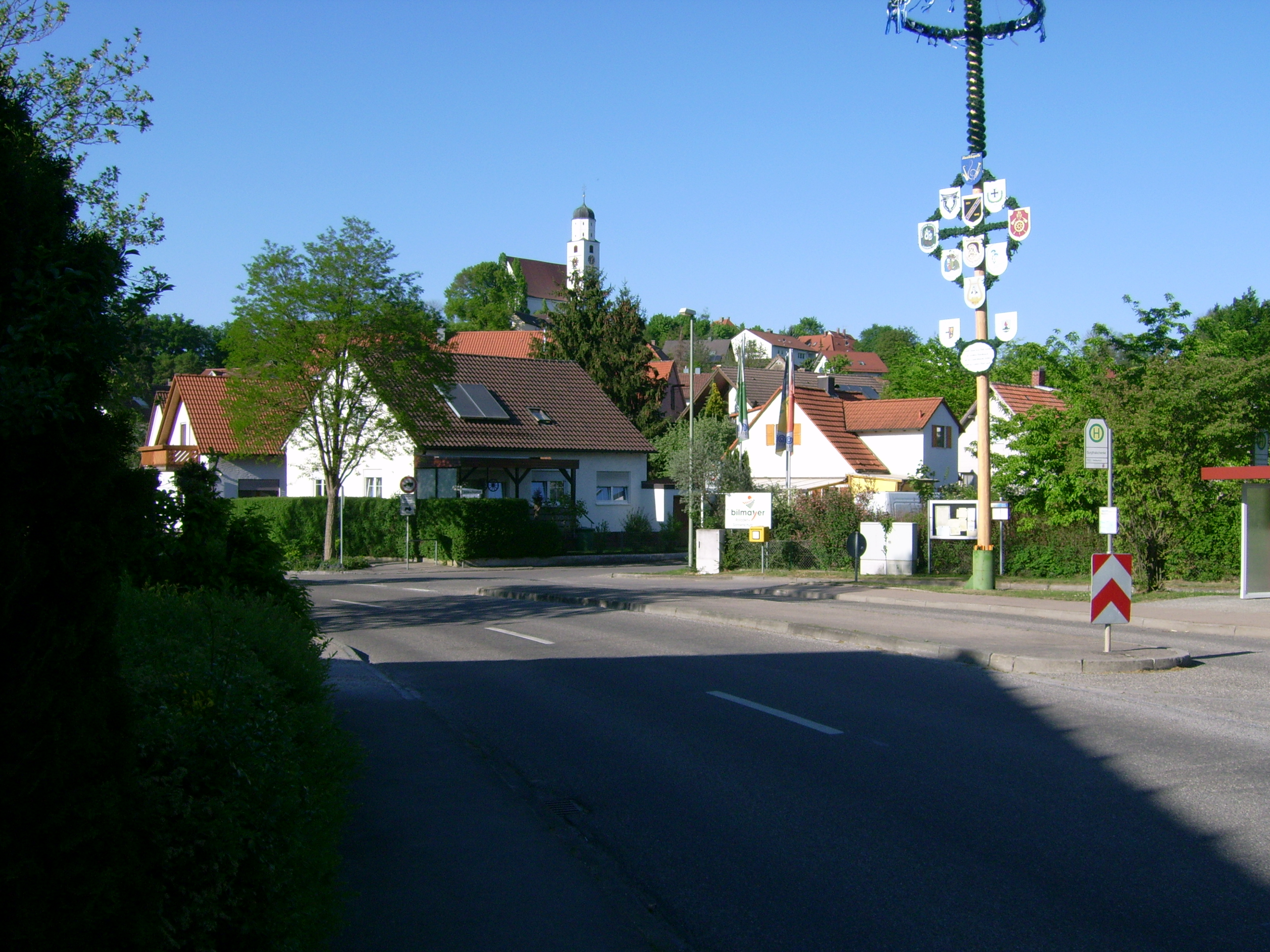
Illerberg

### Ansässige Unternehmen
- Wieland-Werke (Kupfer-Halbfabrikate)
- Schwegler (Hartmetallverarbeitung)
- Blech & Technik (Blechverarbeitung)
- solareins (Schulungszentrum für Solarteure)

### Bildung
Die Stadt verfügt mit ihren zugehörigen Gemeindeteilen über drei Grundschulen, eine Mittelschule und Realschule sowie ein Gymnasium. Außerdem werden diverse Kurse der Volkshochschule angeboten und eine Musikschule ist ebenfalls vorhanden.
- Grundschule Illerberg
- Grundschule Vöhringen-Nord
- Uli-Wieland-Grundschule Vöhringen
- Uli-Wieland-Mittelschule Vöhringen
- Staatliche Realschule Vöhringen
- Illertal-Gymnasium Vöhringen

## Schutzgebiete
Im Stadtgebiet liegt mit dem Naturwald Auwälder der unteren Iller ein Großschutzgebiet für Auwälder.

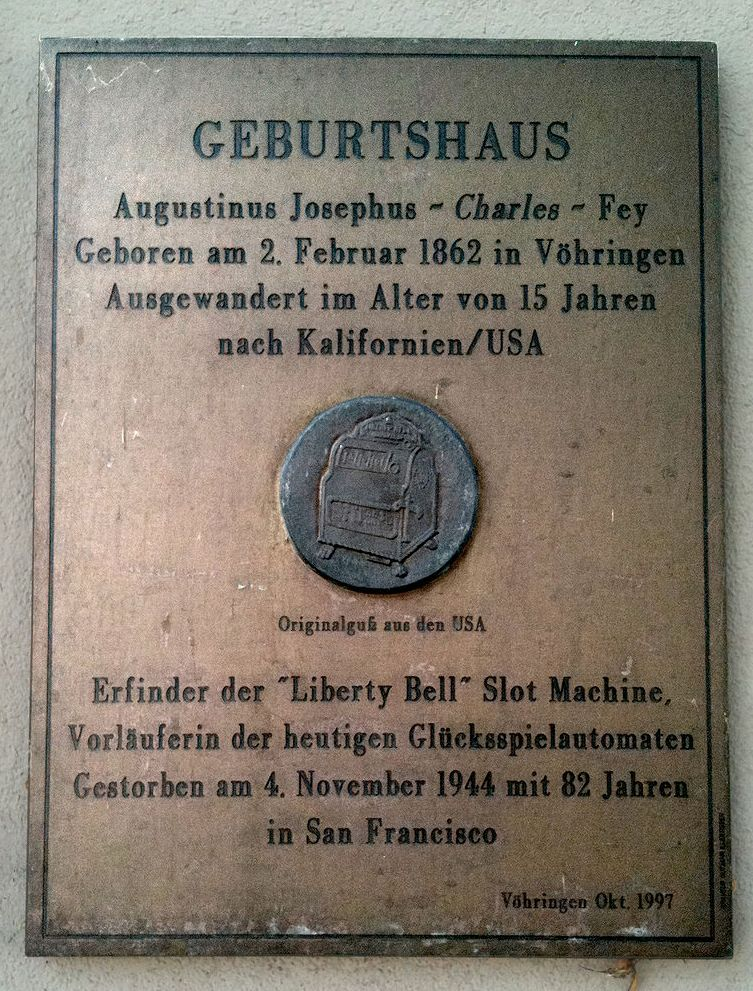
Gedenktafel am Geburtshaus von Charles Fey in Vöhringen

## Söhne und Töchter der Stadt
- Charles August Fey (1862–1944), Erfinder des Einarmigen Banditen
- Solanus Hermann (1909–1950), in Thal geborener Benediktinermönch in der Abtei Tokwon[9]
- Hans Schiefele (* 1924), Erziehungswissenschaftler und Psychologe
- Max Schmidt (1925–2002), Chemiker und Hochschullehrer
- Josef Guter (1929–2014), Sinologe, Buchautor und Mitglied der Bremischen Bürgerschaft (CDU)
- Franz Ihle (1933–2021), im Ortsteil Illerberg geborener Politiker (CSU), Mitglied des Bayerischen Landtags
- Elmar Stegmann (* 1935), ehemaliger Tischtennisnationalspieler
- Walter Wieland (* 1946), Amateur-Boxer
- Dagmar Rinker (* 1965), Designhistorikerin